# Ringgau
Der Ringgau ist ein durch eine hercynische Talung geteiltes mittelgebirgsartiges Muschelkalk-Hochplateau im hessischen Werra-Meißner-Kreis und thüringischen Wartburgkreis (Deutschland). Er liegt links bzw. nordwestlich der Werra bei Creuzburg und wird nach Norden, Westen und Süden von den Buntsandstein-Landschaften des Fulda-Werra-Berglandes umgeben.
Die zentrale Gemeinde des Ringgau heißt ebenfalls Ringgau.

## Geographie

### Lage
Der Ringgau liegt unweit westlich des Mittelpunkts Deutschlands im hessischen Werra-Meißner-Kreis und, zu etwas kleineren Anteilen im Nordosten, im thüringischen Wartburgkreis. Er befindet sich westlich der Werra und östlich der (Ulfe und der) Sontra zwischen dem Richelsdorfer Gebirge im Südwesten, dem Hosbach-Sontra-Bergland im Westen, den Ausläufern des Hohen Meißners im Nordwesten und dem Schlierbachswald im Norden.
Jenseits der Werra liegen die dem Hainich vorgelagerten Höhenzüge Wanfrieder Werrahöhen und Falkener Platte im nördlichen Osten, der Creuzburg–Eisenacher Graben im südlichen Osten und der Thüringer Wald im Südosten.

### Naturräumliche Gliederung
Das Muschelkalk-Plateau des Ringgau wird in Westnordwest-Ostsüdost-Richtung durch die Netra-Ifta-Talung, in der im Westen die Netra zur Sontra und im Osten die Ifta zur Werra fließt, zerschnitten. Der nördlich dieser Talung gelegene Teil des Ringgau wird als Nördlicher, der südlichere als Südlicher Ringgau bezeichnet, die schmale Buntsandstein-Südabdachung des Südlichen als Südliche Ringgauvorberge.
Der Ringgau gehört zu den Randplatten des Thüringer Beckens und wird oft als „Insel des thüringischen Trias im Hessischen Bergland“ bezeichnet.
Konkret gliedert sich der Ringgau nach dem Handbuch der naturräumlichen Gliederung Deutschlands wie folgt:
- (zu 483 Ringgau–Hainich–Obereichsfeld–Dün–Hainleite)
  - 483.4 Der Ringgau
    - 483.40 Südliche Ringgauvorberge
    - 483.41 Südlicher Ringgau
    - 483.42 Netra-Ifta-Talung
    - 483.43 Nördlicher Ringgau
    -  (483.44–47 Südöstliche Fortsetzung des Ringgau)Der Werradurchbruch bei Hörschel mit Werratalbrücke Hörschel der A 4

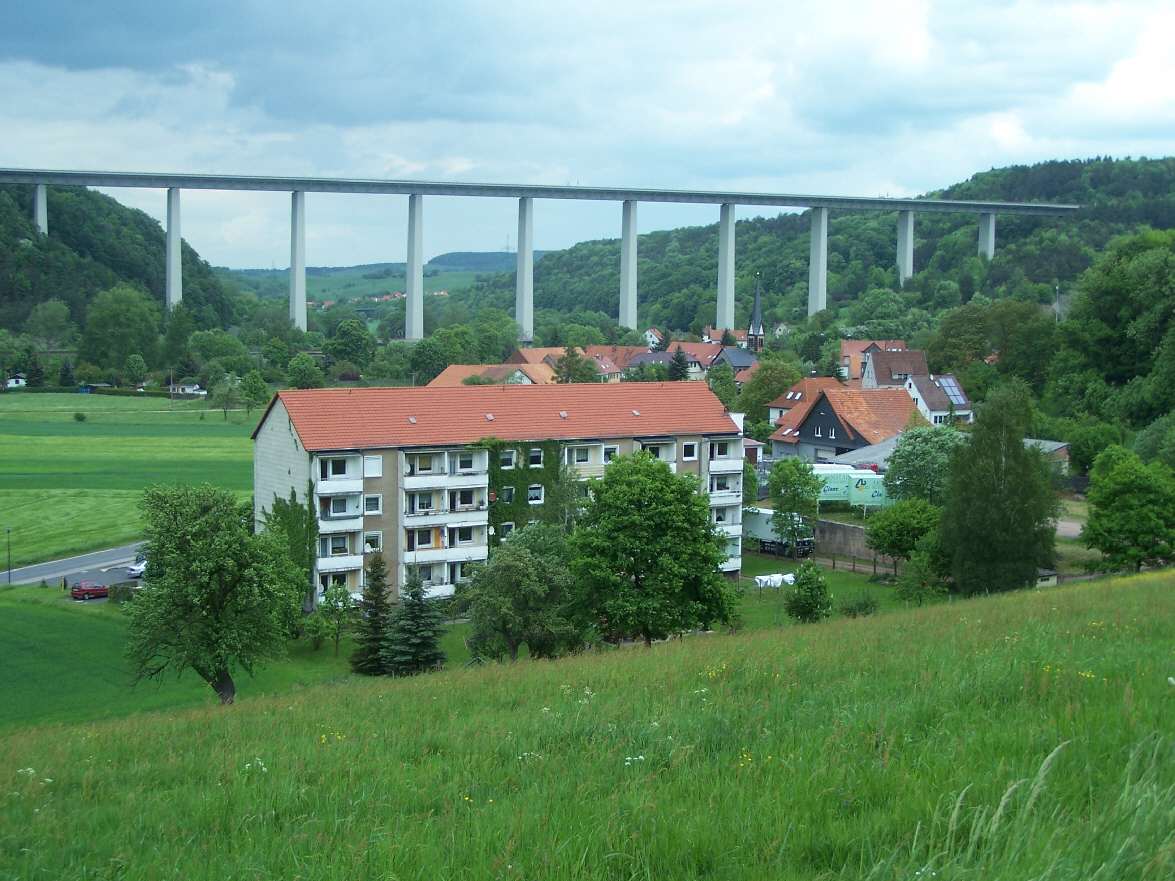
Der Werradurchbruch bei Hörschel mit Werratalbrücke Hörschel der A 4

      - 483.44 Creuzburger Werradurchbruch
        -  483.440 [beckenförmige Talweitung zwischen Hörschel und Creuzburg]
        -  483.441 [Engtalstrecke zwischen Creuzburg und Treffurt]

      -  483.45–47 Creuzburg–Eisenacher Graben
        -  483.45 Stedtfelder Platte
        -  483.46 Creuzburg-Eisenacher Senke
        -  483.47 Mihlaer Hochfläche

Landläufig werden mit „Ringgau“ nur die Einheiten 483.40–483.43 bezeichnet. Der Creuzburg–Eisenacher Graben (483.45–47) war auch ursprünglich der Haupteinheit Westthüringer Berg- und Hügelland (481) zugerechnet worden und wird vom BfN bis heute dorthin gezählt.

### Geologie
Geologisch betrachtet besteht die Hochfläche des in Nordwest-Südost-Richtung verlaufenden Ringgaus aus Muschelkalk, der aus dem Buntsandstein der Hauptscholle des Fulda-Werra-Berglands zwischen Fulda und Werra hervortritt. Nach außen und zum zentralen Graben fällt die Hochfläche in scharfkantigen Schichtstufen ab. Oberer Muschelkalk tritt nur noch auf der Scherbdaer Platte, eine durch den Schnellmannhäuser Bach abgetrennte Muschelkalkplatte im nordöstlichen Ringgau, zu Tage.
Im Zentrum des Ringgaus verläuft der geologische Netra–Creuzburger Graben mit der trogartigen Mulde der Netra-Ifta-Talung, die nach Südosten über die Ifta zur Werra und nach Nordwesten über die Netra zur Sontra entwässert wird. In den Tälern dieser Fließgewässer befinden sich Mergel des Keupers.
Der Südliche Ringgau bricht nach Süden in einer Schichtstufe zum Buntsandstein ab, auf dem der schmale Saum der Südlichen Ringgauvorberge liegt, welche maximal 380 m (vereinzelt etwas mehr) Höhe erreichen. Diese brechen nach Süden wiederum in einer Schichtstufe zum Zechstein bzw. zu den Sedimenten der Werraaue ab.

### Berge

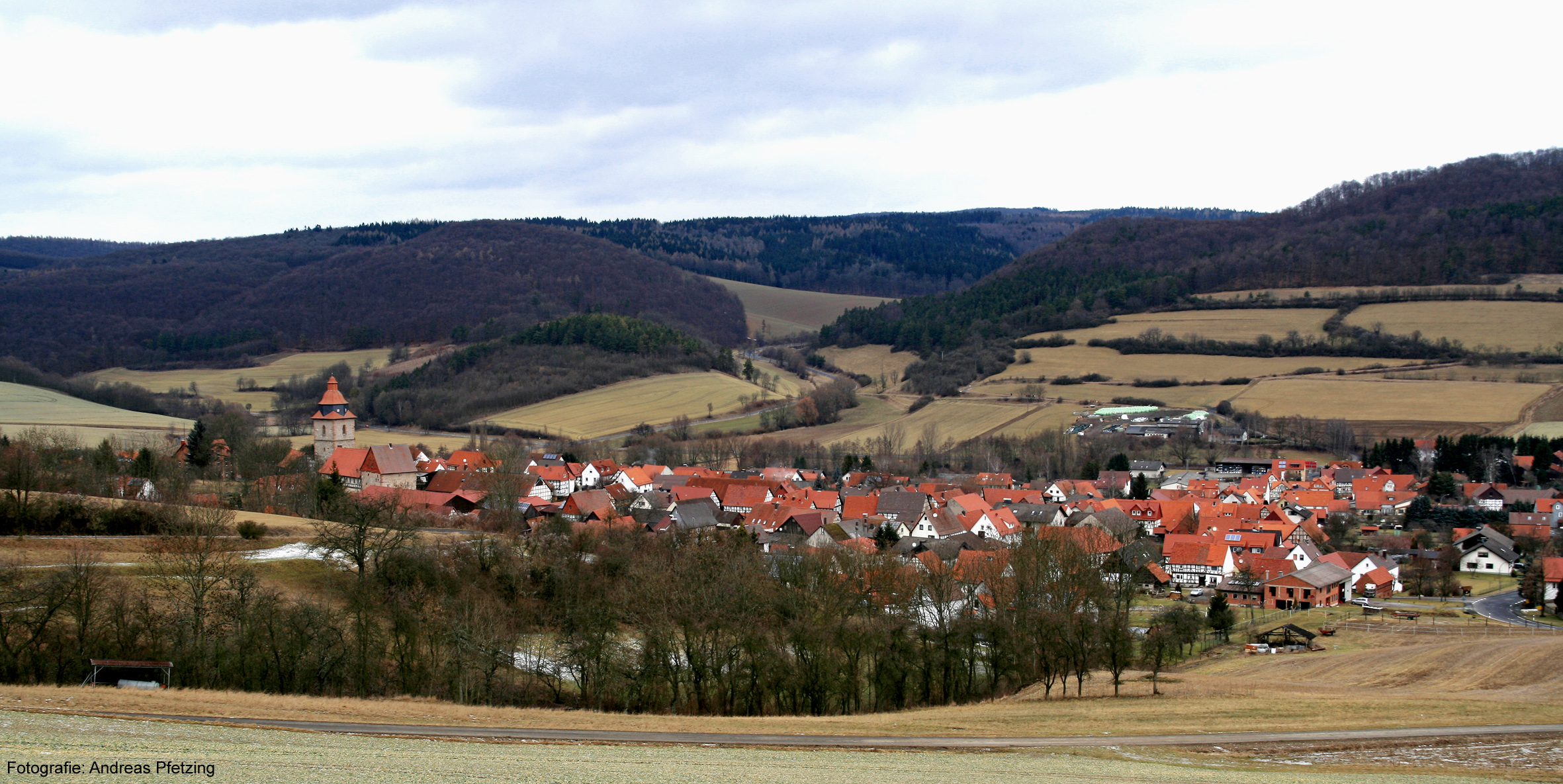
Westlicher Ringgau bei Röhrda

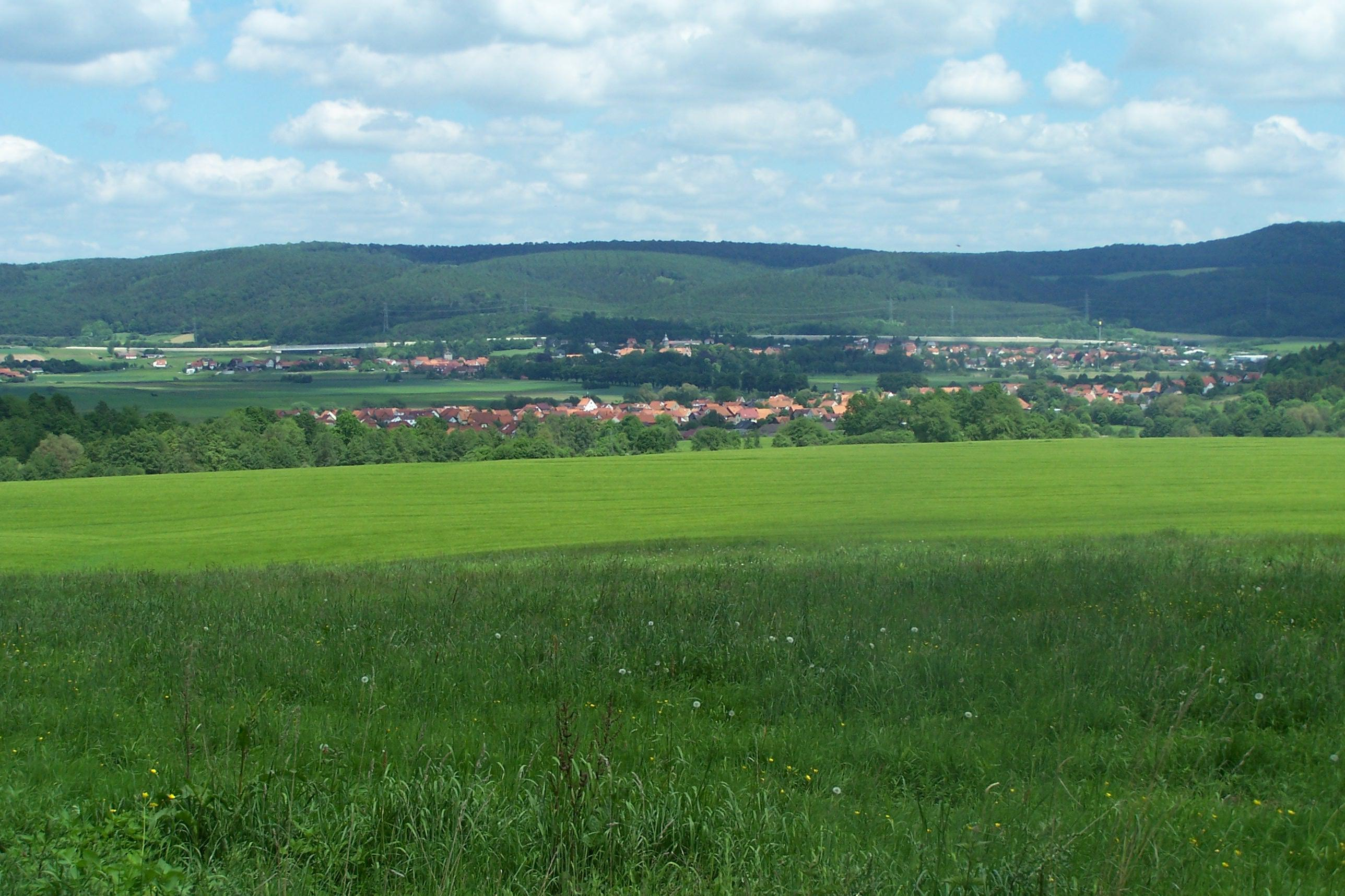
Südöstlicher Ringgau bei Herleshausen (rechts der Kielforst)

Zu den Bergen des Ringgaus gehören – sortiert nach Höhe in Meter (m) über Normalhöhennull (NHN; wenn nicht anders genannt laut ):
(„S“ = Südlicher Ringgau, „N“ = Nördlicher Ringgau; mit Erwähnung eventueller Ringgau-Randlagen)
- Rabenkuppe (N, 514,8 m), Teil des Bergplateaus Graburg, zwischen Röhrda und Weißenborn, Hessen
- Boyneburg (S, 513,0 m), am Westrand, bei Wichmannshausen, mit Ruine Boyneburg (ca. 500 m), Hessen
- Heldrastein (N, 503,8 m), am Nordostrand, zwischen Rambach, Heldra und Schnellmannshausen, Thüringen
- Schickeberg (S, 500,2 m), am Westrand, zwischen Grandenborn und Krauthausen, Hessen
- Schieferstein (N, 488,2 m), zwischen Röhrda und Weißenborn, Hessen
- Schloßberg (S, Südostkuppe, 452,3 m; Nordwestkuppe, 451,8 m), am Südrand, bei Holzhausen und Markershausen, mit Ruine Brandenfels, Hessen
- Stöckigtsberg (N, 450,2 m),[7] zwischen Scherbda und Schnellmannshausen, Thüringen
- Breitenberg (N, 447,3 m),[7] zwischen Scherbda und Schnellmannshausen, Thüringen
- Kielforst (S, 446 m), am Südostrand, zwischen Herleshausen und Pferdsdorf, Hessen und Thüringen
- Erbelberg (S, 440,0 m), im Südwestteil, zwischen Breitau und Renda, Hessen
- Ringelberg (S, 436,4 m), im Zentrum, bei Renda und Röhrda, Hessen
- Iberg (S, 434,6 m), am Südrand, bei Archfeld und Markershausen, Hessen
- Spitzenberg (N, 422,8 m), zwischen Datterode und Oetmannshausen, Hessen
- Kehrberg (N, 416,7 m), nördlich von Ifta, Thüringen
- Eichenberg (N, 388,9 m), südwestlich von Rittmannshausen, Hessen
- Breiter Berg (Fischersberg; N, 323,2 m), zwischen Falken und Scherbda, Thüringen
- Sandberg (N, 290,2 m), zwischen Schnellmannshausen und Treffurt, Thüringen

### Gewässer
Zu den Fließgewässern des Ringgaus gehören:
- Ifta – Ostsüdostteil der zentralen Senke, Zufluss der Werra
- Nesse – entspringt im zentralen Süden des Südlichen Ringgaus, Zufluss der Werra
- Netra – Westnordwestteil der zentralen Senke, Zufluss der Sontra
- Renda – entspringt im Zentrum des Südlichen Ringgaus, Zufluss der Ulfe
- Sontra – flankiert den Südlichen Ringgau nordwestlich, Zufluss der Wehre
- Ulfe – flankiert den Südlichen Ringgau westlich, Zufluss der Sontra
- Werra – flankiert den Ringgau von südöstlichen Richtungen, ein Quellfluss der Weser
- Schnellmannshäuser Bach – separiert den Nördlichen Ringgau bei Schnellmannshausen
- weitere kleine Bäche zertalen insbesondere den südlichen Schichstufenrand

### Ortschaften
Innerhalb des Ringgaus befindet sich insbesondere die Gemeinde Ringgau mit ihren Ortsteilen Datterode, Grandenborn, Lüderbach, Netra (Gemeindeverwaltung), Renda, Rittmannshausen und Röhrda. Umgeben ist die Landschaft von diesen Gemeinden, deren Ortsteile teilweise in den Randgebieten des Ringgaus liegen: Wehretal, Weißenborn, Ifta, Creuzburg, Herleshausen, Nentershausen und Sontra.

## Geschichte
Östlich vorbei am Ringgau verlief zwischen 1945 und 1989 die ehemalige Innerdeutsche Grenze zur DDR bzw. zu Thüringen, an der noch Grenzanlagen und Patrouillen-Wege erhalten oder zu erahnen sind, so auch bezüglich der damaligen Grenzstation „India“, an der während des Kalten Kriegs eine US-Radarstation betrieben wurde.
Die innerdeutsche Grenze traf den fast gänzlich hessischen Südlichen Ringgau nur marginal, teilte den Nördlichen jedoch zentral. Besonders betroffen war die kleine thüringische Gemeinde Großburschla am linken Werraufer, die fast komplett von „Grenzsicherungsanlagen“ eingeschlossen war, nur durch die den Plateaurand querende und auf maximal rund 350 m Höhe aufsteigende Serpentinenstraße nach Schnellmannshausen im Südosten mit der Rest-DDR verbunden war.
Nach dem 13. August 1961 begann die Aktion Kornblume, wie die DDR-Behörden zynisch die Zwangsaussiedlung von über 10.000 Menschen in der Grenzregion nannten. Großburschla, das in Steinwurfnähe zu den hessischen Orten Altenburschla und Heldra liegt, durfte nur noch von Anwohnern und Menschen mit besonderer Genehmigung betreten werden. Der ehemalige Grenzstreifen vom Heldrastein nach Südwesten ist bis heute gerodet.

## Flora
Die teilweise steil abfallenden Randlagen des Ringgaus, deren Hochfläche überwiegend unbewaldet ist und ackerbaulich genutzt wird, bestehen insbesondere aus Laub- und Nadelwald mit Buchen sowie Fichten- und Kiefern.

## Verkehrsanbindung
Zu erreichen ist der Ringgau über den Abschnitt der Bundesstraße 7, der als ehemalige Heeresstraße als Hauptverbindungsstrecke zwischen Ost und West die B 27 im Westen mit der B 250 im Osten miteinander verbindet. Südlich vorbei am Ringgau verläuft ein Abschnitt der Bundesautobahn 4, von der künftig ein Abschnitt der A 44 abzweigen wird, um südwestlich am Ringgau vorbeizuführen.
Die nächstgelegenen Bahnhöfe sind Herleshausen an der Bahnstrecke Halle–Bebra sowie der Haltepunkt Wehretal-Reichensachsen an der Bahnstrecke Göttingen–Bebra.

## Wandern / Sehenswertes
Der Ringgau ist von zahlreichen Wanderwegen erschlossen, darunter sind Barbarossaweg und Europäischer Fernwanderweg E6 („Ostsee-Wachau-Adria“). Zu den Sehenswürdigkeiten des Ringgaus gehören neben seiner landschaftlich schönen Hochfläche, den Waldgebieten an seinen Rändern und Ortschaften mit mittelalterlichem Charakter die Ruine der Boyneburg, die sich auf dem Boyneburg (513 m) befindet, dem höchsten Berg des Südlichen Ringgaus, sowie die Ruine Brandenfels, die auf dem Südostgipfel (452,3 m) des Schloßbergs am Südrand des Ringgaus steht.